# Серафим (Белоножко)
Епископ Серафим (в миру Алексей Дмитриевич Белоножко; род. 5 сентября 1973, Свердловск, СССР) — епископ Русской православной церкви, епископ Бобруйский и Быховский.

## Биография
Родился в семье военнослужащего. В 1986 году семья переехала в Бобруйск.
В 1990—1994 годах учился в Минской духовной семинарии. Тема диплома: «Пастырские послания святого апостола Павла».
В 1994—1999 годах учился на богословском факультете Университета им. Аристотеля в Салониках (Греция), который окончил с отличием.
В 1999—2000 годах стажировался на богословском факультете Тюбингенского университета (Германия).
В 2000 году — преподаватель Священного Писания Нового Завета Минской духовной семинарии.
В 2001 году окончил Минскую духовную академию с учёной степенью кандидата богословия. Тема диссертации: «Учение святого апостола Павла об отношении человека к тварному миру».
В 2002 году изучает английский язык в Бирмингемском университете (Великобритания).
В 2000—2004 годах — преподаватель, затем старший преподаватель кафедры богословия и истории Церкви факультета теологии Европейского гуманитарного университета в Минске; помощник декана.
С 2001 года — преподаватель на кафедре византологии Минской духовной академии.
В 2004 году назначен первым проректором Института теологии имени святых Мефодия и Кирилла Белорусского государственного университета (БГУ); доцент кафедры библеистики и церковно-практических дисциплин Института теологии БГУ.
10 сентября 2003 года пострижен в мантию с именем Серафим митрополитом Минским и Слуцким Филаретом в Успенском соборе Жировичского монастыря в честь преподобного Серафима Саровского. 24 октября 2003 года рукоположён во иеродиакона. 14 декабря 2003 года рукоположён во иеромонаха.
27 марта 2007 года избран епископом Бобруйским и Быховским на заседании Священного Синода Русской Православной Церкви под председательством Патриарха Московского и всея Руси Алексия II.
24 апреля 2007 года в кафедральном соборе Сошествия Святого Духа в Минске состоялась его епископская хиротония, которую возглавил митрополит Минский и Слуцкий Филарет, Патриарший Экзарх всея Беларуси в сослужении членов Синода Белорусской Православной Церкви и архиепископа Нижегородского и Арзамасского Георгия (Данилова).
26 июля 2010 года включён в состав Патриаршего совета по культуре.
24 августа 2023 года решением Священного Синода РПЦ выведен из состава Синодальной библейско-богословской комиссии

## Награды
- Орден Дружбы (11 июля 2013 года, Россия) — за большой вклад в развитие дружественных отношений между народами и укрепление духовных традиций[4].
- Орден Креста преподобной Евфросинии Полоцкой[бел.] I степени (БПЦ).
- Орден святителя Кирилла Туровского[бел.] I степени (9 сентября 2007 года, БПЦ)[5].
- Орден преподобной Евфросинии Полоцкой[бел.] (БПЦ).
- Медаль ордена  преподобной Евфросинии Полоцкой[бел.] (БПЦ).
- Почётная грамота Министерства образования Республики Беларусь (30 октября 2006 года) — за многолетнюю и плодотворную научно-педагогическую деятельность по подготовке высококвалифицированных специалистов.
- Почётная грамота Могилёвского областного исполнительного комитета (2017 год).
- Орден Преподобного Серафима Саровского III степени (5 сентября 2023) — во внимание к служению и в связи с 50-летием со дня рождения[6]